# Enter Madame
Enter Madame (bra: Entrez Madame ou Entrez, Madame) é um filme estadunidense de 1934, do gênero comédia romântica, dirigido por Elliott Nugent, e estrelado por Elissa Landi e Cary Grant. O roteiro de Gladys Lehman e Charles Brackett foi baseado na peça teatral homônima de 1920, de Gilda Varesi Archibald e Dorothea Donn-Byrne.
A peça teatral que baseou o roteiro do filme possuiu três atos e foi exibida de 16 de agosto de 1920 a abril de 1922, no Teatro Garrick, em Nova Iorque, com 350 apresentações. A versão teatral foi dirigida por Brock Pemberton. A história foi adaptada anteriormente como um filme mudo em 1922, dirigido por Wallace Worsley, e estrelado por Clara Kimball Young e Louise Dresser.
A trama retrata a história de um homem que se casa com uma cantora de ópera temperamental e fica desapontado quando a vida de casado não segue como ele esperava.
A produção marcou a estreia cinematográfica de Richard Bonelli, um barítono operístico estadunidense.

## Sinopse
Gerald Fitzgerald (Cary Grant) se apaixona pela temperamental estrela da ópera, Lisa Della Robbia (Elissa Landi). No entanto, quando a vida matrimonial não corresponde às suas expectativas, Gerald retorna aos Estados Unidos enquanto sua esposa continua em sua turnê pela Europa. Ao descobrir as intenções de seu marido de pedir o divórcio, Lisa decide também voltar aos Estados Unidos para confrontá-lo. A situação complica-se quando ela percebe que para salvar seu casamento, precisa reconquistar Gerald de sua nova paixão, Flora Preston (Sharon Lynne).

## Elenco
- Elissa Landi como Lisa Della Robbia
- Cary Grant como Gerald Fitzgerald
- Lynne Overman como Sr. Farnham
- Sharon Lynne como Flora Preston
- Richard Bonelli como Scarpia em "Tosca"
- Nina Koshetz como Cantora
- Michelette Burani como Bice
- Paul Porcasi como Archimede
- Adrian Rosley como Doutor
- Cecilia Parker como Aline Chalmers
- Frank Albertson como John Della Robbia
- Ann Sheridan como Amiga de Flora (creditada como Clara Lou Sheridan)
- Diana Lewis como Operadora

## Produção
Michelette Burani também interpretou Bice na versão teatral. A Paramount Pictures conseguiu o aluguel da casa utilizada no filme de um residente rico de Los Angeles através da Los Angeles Assistance League, que usou o dinheiro para doações de caridade.

## Recepção
Frank S. Nugent, em sua crítica para o The New York Times, escreveu que "esta última tentativa de mesclar o cinema com a ópera é desenvolvida ao longo das linhas da farsa. O esforço, embora bastante divertido, encontra seus atores mais animados do que seus diálogos". Ele ainda acrescentou: "Embora o tema não seja exatamente novo e sua execução esteja longe de ser brilhante, [o filme] possui as vantagens de um ritmo ágil, bom humor geral e a presença de um elenco dedicado. A direção de Elliott Nugent pode ser criticada principalmente pela súbita transição do filme de comédia romântica para o mais leve dos ápices da farsa. A grandiosidade da ópera para atividades como se arrastar sob mesas e andar em elevadores para comida é um passo grande demais para ser dado, como o filme o faz, de uma só vez".
A revista Variety, em sua crítica, escreveu: "A Srta. Landi é, claro, o centro das atenções, mas há o suficiente de outros no palco com ela para evitar que seja uma peça de um só papel ... É uma das poucas chances reais da Srta. Landi desde que ela entrou para o cinema. Ela é vivaz, temperamental, terna, furiosa e suplicante por vez. Sua expressão facial é notavelmente boa, mas ela nunca exagera. Cary Grant está bom no personagem como o marido e Lynne Overman contribui com uma performance brilhante como o empresário, com Frank Albertson não muito atrás como meio-irmão da cantora. Sharon Lynne e Cecilia Parker ficam um pouco à sombra, mas Michelette Burani, Paul Porcasi e Adrian Rosley proporcionam um fluxo quase constante de comédia".